# Vicent Andrés Estellés
Vicent Andrés Estellés   (Burjassot, 4 de setembre de 1924 - València, 27 de març de 1993) fou un periodista, escriptor i un dels més importants poetes valencians del segle xx i dels més reconeguts en valencià. Considerat el principal renovador de la poesia valenciana contemporània, d'Estellés s'ha dit que és el millor poeta valencià des de l'època d'Ausiàs March i Joan Roís de Corella.

## Biografia

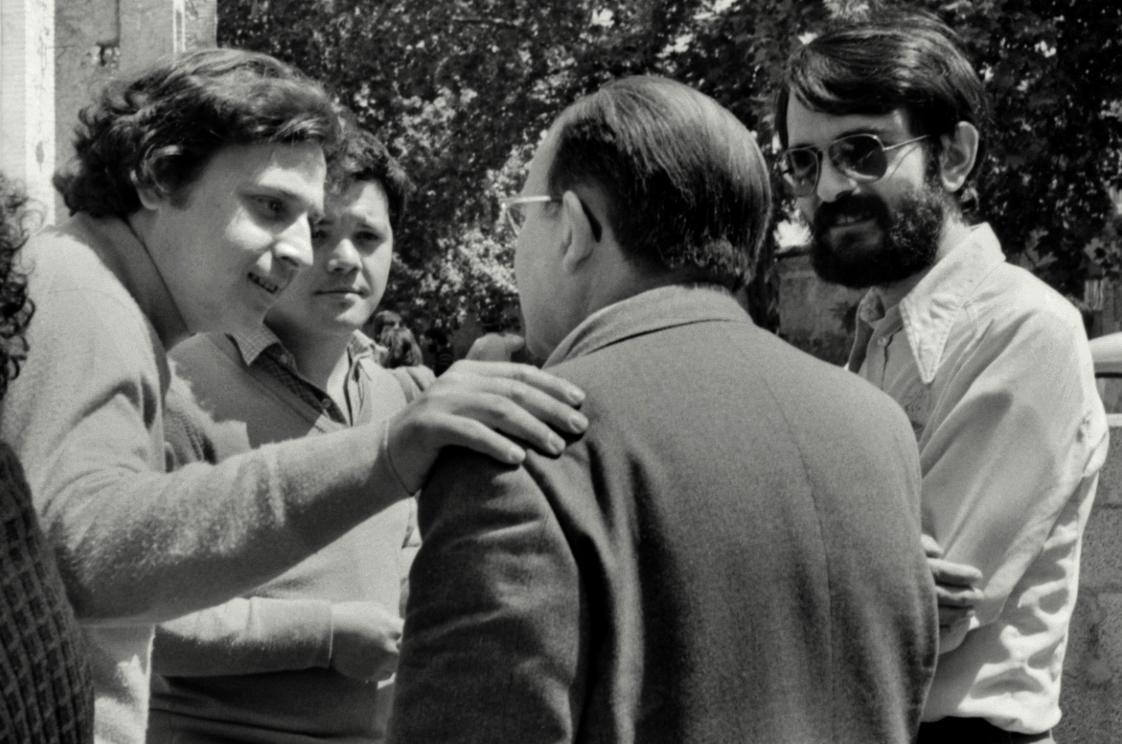
Vicent Andrés Estellés (d'esquena) i Josep Lozano (esquerra) a l'aplec de Xàtiva l'any 1981

Nasqué l'any 1924 en una família de forners de Burjassot, on transcorregué la seua infància. Malgrat tindre un bon record de la seua infància a Burjassot, aquesta estigué marcada per diversos episodis tràgics, com la guerra i la mort de familiars, que tingueren una forta influència en la seua obra posterior. A l'edat d'un any, el seu avi fou assassinat d'un tret d'escopeta pel seu germanastre, enutjat per una qüestió d'herència. Anys més tard, morí de tuberculosi un oncle seu, Josep Maria. Aquestes morts familiars de la seua infantesa serien recordades més tard en el llibre L'ofici de demà i en el poema «Coral romput».
Cap als anys 1935-1936 començà a escriure poesia i abans d'esclatar la Guerra Civil Espanyola (1936-1939) ja havia compost algunes peces teatrals. La guerra esclatà quan ell tenia dotze anys i marcaria la seua obra amb la mort com un tema recurrent. Hagué de deixar els estudis durant el conflicte bèl·lic però continuà llegint llibres, entre d'altres, de García Lorca, Teodor Llorente i Antonio Machado. En acabar la guerra començà a treballar de forner, com son pare, i després ho feu d'orfebre, mecanògraf i ordenança.
Més tard, passà la joventut a la ciutat de València, on s'aficionà a la literatura de manera autodidacta: els autors que més l'influïren en aquesta etapa foren Baudelaire, Neruda, Eluard, Pavese i Walt Whitman; en català, Verdaguer, Carner, Riba, Rusiñol, Ausiàs March, Màrius Torres, Salvat-Papasseit i Rosselló-Pòrcel. L’obra literària de Vicent Andrés Estellés. Gèneres, tradicions poètiques i estil.  Acadèmia Valenciana de Llengua, 2013, p. 46-47. ISBN 978-84-482-5868-9.</ref>
El 1942, amb díhuit anys, publicà el seu primer article al diari Jornada i, a partir de llavors, se n'anà a estudiar periodisme a l'Escola Oficial de Periodisme a Madrid, on cursà la carrera com a becari; tres anys després feu el servei militar a Navarra. El 1948, amb vint-i-quatre anys, tornà a València per a treballar de periodista al diari Las Provincias, dirigit per un dels més reconeguts periodistes valencians del segle xx, Martí Domínguez i Barberà, a qui Estellés admirava. Durant el seu temps de periodista al diari fa realitzar tota mena de reportatges i es feu amic de Joan Fuster i Manuel Sanchis i Guarner. És també durant aquest període que establí una relació amb la seua futura muller, Isabel Lorente Riba, que també marcaria la seua obra literària.
El 1955 es casà amb Isabel Lorente Riba (1926-2006), amb la qual tingué una filla que morí als quatre mesos: així s'ancorava per sempre el tema de la mort en la seua obra i, en particular, en La nit (1956), Coral romput (1971) i Primera soledad (1988) en aquesta feta. Poc després, tingué dos fills més, Carme i Vicent.
L'any 1958 va ser nomenat redactor en cap del periòdic Las Provincias. Durant aquest període va ocupar-se de diversos temes d'actualitat política i cultural, i entre altres, va ser enviat a Al-Aaiun (Sàhara Occidental) a cobrir els prolegòmens de la invasió marroquina del Sàhara. Estellés va ser el redactor en cap del diari fins a l'any 1978, quan «fou arbitràriament substituït sense la menor delicadesa». Despatxar-lo del diari comportà per a ell una espècie de jubilació anticipada als cinquanta-quatre anys, que li permeté dedicar-se íntegrament a la seua obra i participar en mostres i altres activitats culturals: de fet, el mateix 1978 rebé el Premi d'Honor de les Lletres Catalanes i, el 1984, el Premi de les Lletres Valencianes.

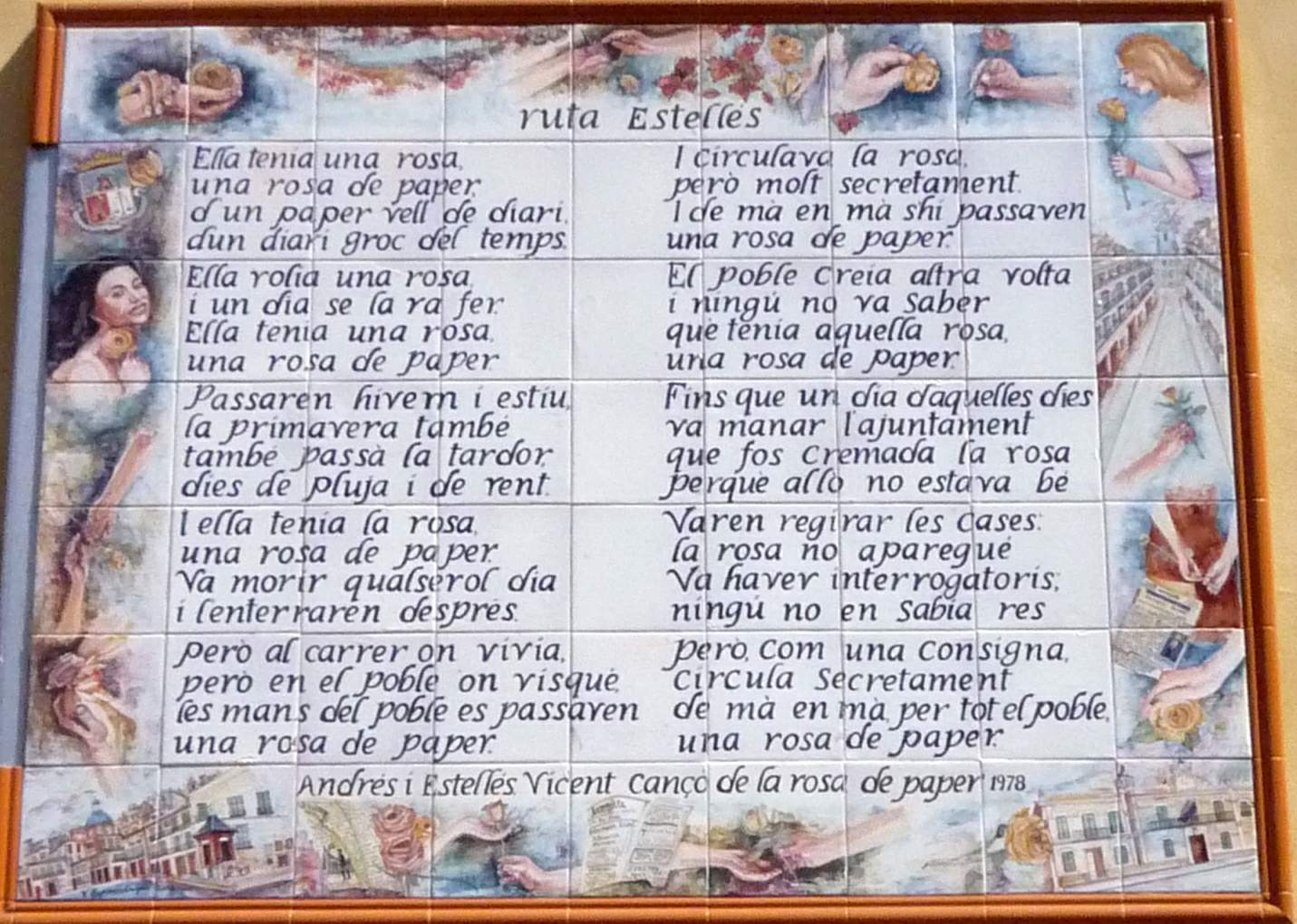
Mosaic amb el poema Cançó de la rosa de paper (1978) a Burjassot

A finals dels anys 70 es traslladà a viure a Benimodo (la Ribera Alta), on podia viure més discretament que a la seua ciutat natal. Allà va comprar una casa la família Estellés, on vivien també la periodista Didín Puig i el pintor Rafael Armengol, amics personals seus. La vida política a Benimodo era més tranquila que a Burjassot i Estellés va mantindre un perfil més baix, si bé també va participar en l'activitat cultural del poble. L'Ajuntament de Benimodo va crear l'any 1987 els premis literaris amb el nom d'Estellés i li va dedicar un parc de la localitat. Estellés va dedicar diversos poemes a Benimodo, com ara «Temps de Benimodo» o «Benimodo», això com a altres localitats veïnes com Carlet («Carlet» o «Em prohibeixen Carlet»).
A banda de Benimodo, va trobar també un altre refugi a Mallorca, on anava puntualment ja des dels anys 50 a trobar-se amb alguns dels seus amics com el poeta mallorquí Josep Maria Llompart. Estellés va inspirar-se en aquesta illa per diversos dels seus poemes com ara Els Sonets mallorquins (1983), que van ser escrits a l'any 1968 o 1969. L’obra literària de Vicent Andrés Estellés. Gèneres, tradicions poètiques i estil.  Acadèmia Valenciana de Llengua, 2013, p. 428. ISBN 978-84-482-5868-9.</ref>
En els últims anys, encara rebé nombrosos premis i homenatges, com ara el de la Universitat Catalana d'Estiu de Prada (Conflent) i el dels Premis Octubre el 1990. L'any 1991, dos anys abans de morir, va concedir una entrevista al programa Molt confidencial de la televisió valenciana Canal 9, on recapitulava diversos episodis de la seua vida i explicava per què va començar a escriure poesia, així com el gran impacte que havia tingut la mort prematura de la seua filla de tres mesos.
Vicent Andrés Estellés morí el 27 de març del 1993, als 68 anys, a la ciutat de València, i deixà una abundant obra inèdita. Un mes després, el 26 d'abril de 1993, va ser nomenat pòstumament doctor honoris causa per la Universitat de València.

## Obra

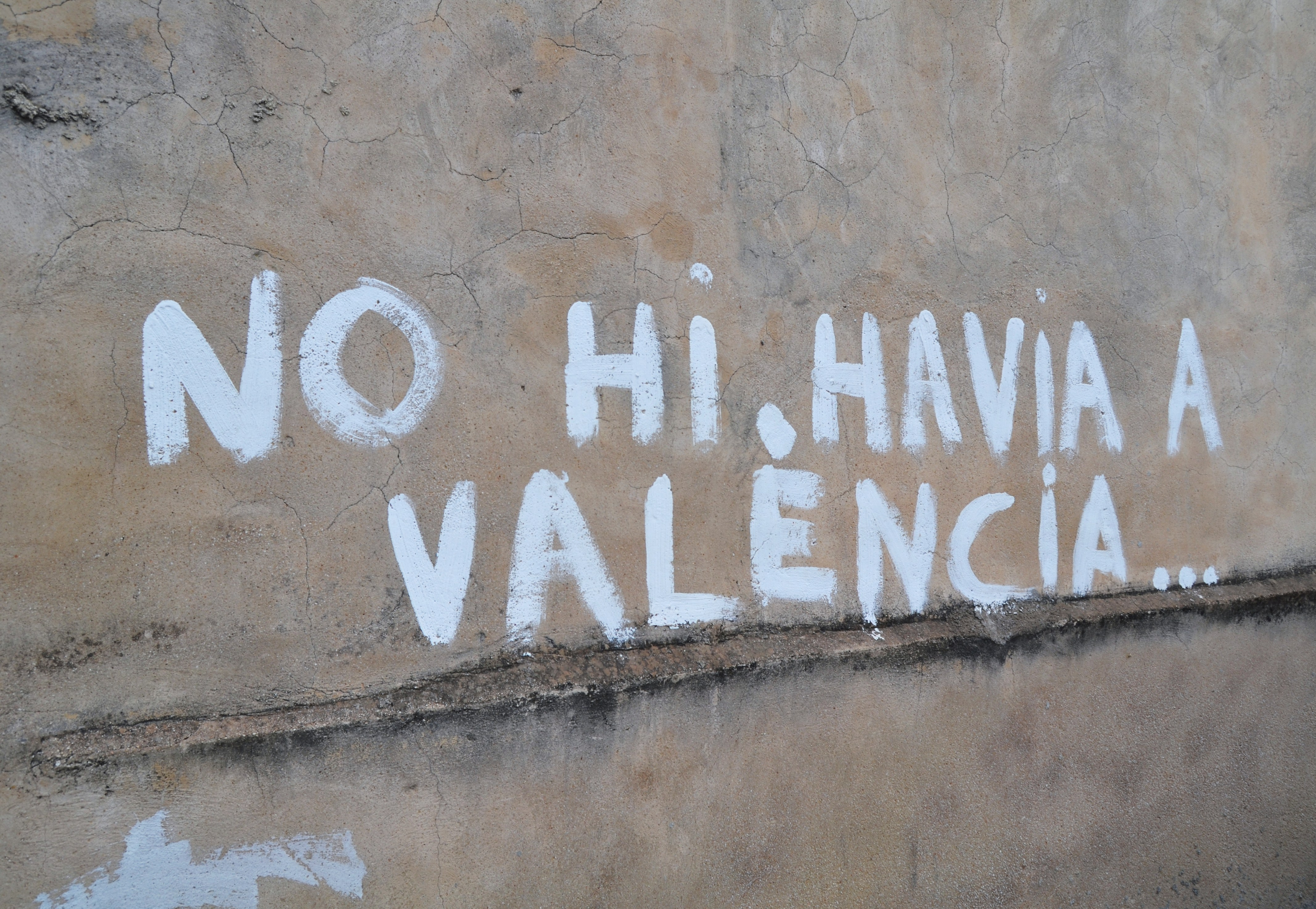
Grafit amb el vers No hi havia a València..., als Poblets (Marina Alta)

Vicent Andrés Estellés té una obra diversa i molt extensa. Encara que n'és més coneguda la poesia, també escrigué novel·les, obres de teatre, guions de cinema, nombroses col·laboracions en la premsa diària i unes memòries. Els temes centrals de la seua obra són la mort, el sexe i la pàtria, sempre des d'un prisma popular, quotidià, senzill, directe i, fins i tot, vulgar.
Tota la seua obra és difícil de catalogar, ja que algunes obres les reelaborava a partir de llibres o anotacions privades, com els Manuscrits de Burjassot, Cançoner o Mural del País Valencià, dels quals només en publicava fragments o aquells poemes que considerava més adients.
Les primeres publicacions són Ciutat a cau d'orella (1953), La nit (1956), Donzell amarg (1958) i L'amant de tota la vida (1966), que només són una breu mostra de tot el que havia escrit fins aleshores.
A partir dels anys setanta, publica amb més freqüència i rep nombrosos premis. Publica Lletres de canvi (1970), Primera audició (1971), L'inventari clement (1971). El 1971, publicà dues obres molt importants: La clau que obri tots els panys (que conté Coral romput) i Llibre de meravelles, potser la seua obra més coneguda.
A partir d'aqueix moment comença a ser reconegut i es publica la seua obra completa, que comprén Recomane tenebres (1972), Les pedres de l'àmfora (1974), Manual de conformitats (1977), Balanç de mar (1978), Ofici permanent a la memòria de Joan B. Peset (1979), Cant temporal (1980), Les homilies d'Organyà (1981) amb —de nou— Coral romput, Versos per a Jackeley (1983), Vaixell de vidre (1984), La lluna de colors (1986) i Sonata d'Isabel (1990).
Després de trenta-dos anys escrit, amb una clara separació entre l'escriptura i l'edició, es publicà el seu únic llibre escrit en castellà, Primera soledad (edició de Ferran Carbó. València: Institució Alfons el Magnànim, 1988; 2.ª ed., rev., 2019; 3.ª ed. augm., 2024), un llibre motivat per la mort de la seua primera filla, als tres mesos d'haver nascut, en el qual domina el tema de la mort i el dol.
De la seua prosa destaca la novel·la El coixinet (1988), l'obra teatral L'oratori del nostre temps (1978) i les seues memòries: Tractat de les maduixes (1985), Quadern de Bonaire (1985) i La parra boja (1988).
El 1996 es va publicar pòstumamement Mural del País Valencià, l'obra poètica més extensa d'Estellés, formada per vint-i-set llibres, recollits en tres volums. L'obra és un cant i un recorregut per la història, el paisatge, els pobles, la gent i la cultura del poble valencià. És també un escrit en defensa i reivindicació de la dignitat i la identitat històrica del poble valencià. L’obra literària de Vicent Andrés Estellés. Gèneres, tradicions poètiques i estil.  Acadèmia Valenciana de Llengua, 2013, p. 98-99. ISBN 978-84-482-5868-9.</ref>
L'any 2011, es publicà el volum Déu entre les coses. Antologia de poesia religiosa, una recopilació dels poemes de temàtica religiosa d'Estellés, realitzada per Enric Ferrer Solivares. L'any 2012 es publicà L'inventari clement de Gandia, el llibre de poemes inèdit original que va guanyar el Premi Ausiàs March l'any 1966 el qual difereix del que fou publicat el 1971, encara que mantenia el títol original.

## Premis
Entre els premis que va rebre, els més importants són:
- Premi València (1958) de literatura-poesia, convocat per la Diputació Provincial de València, per La clau que obri tots els panys (1954-1957)
- Premi Ausiàs March (1966) per L'inventari clement
- Premi Lletra d'Or (1975) per Les pedres de l'àmfora
- Premi d'Honor de les Lletres Catalanes (1978)[1]
- Creu de Sant Jordi (1982)[1]
- Premi d'Honor de les Lletres Valencianes (1984)[1]
- Medalla d'Or al Mèrit en les Belles Arts del Ministeri de Cultura (1993; a títol pòstum)[1]

## Reconeixements

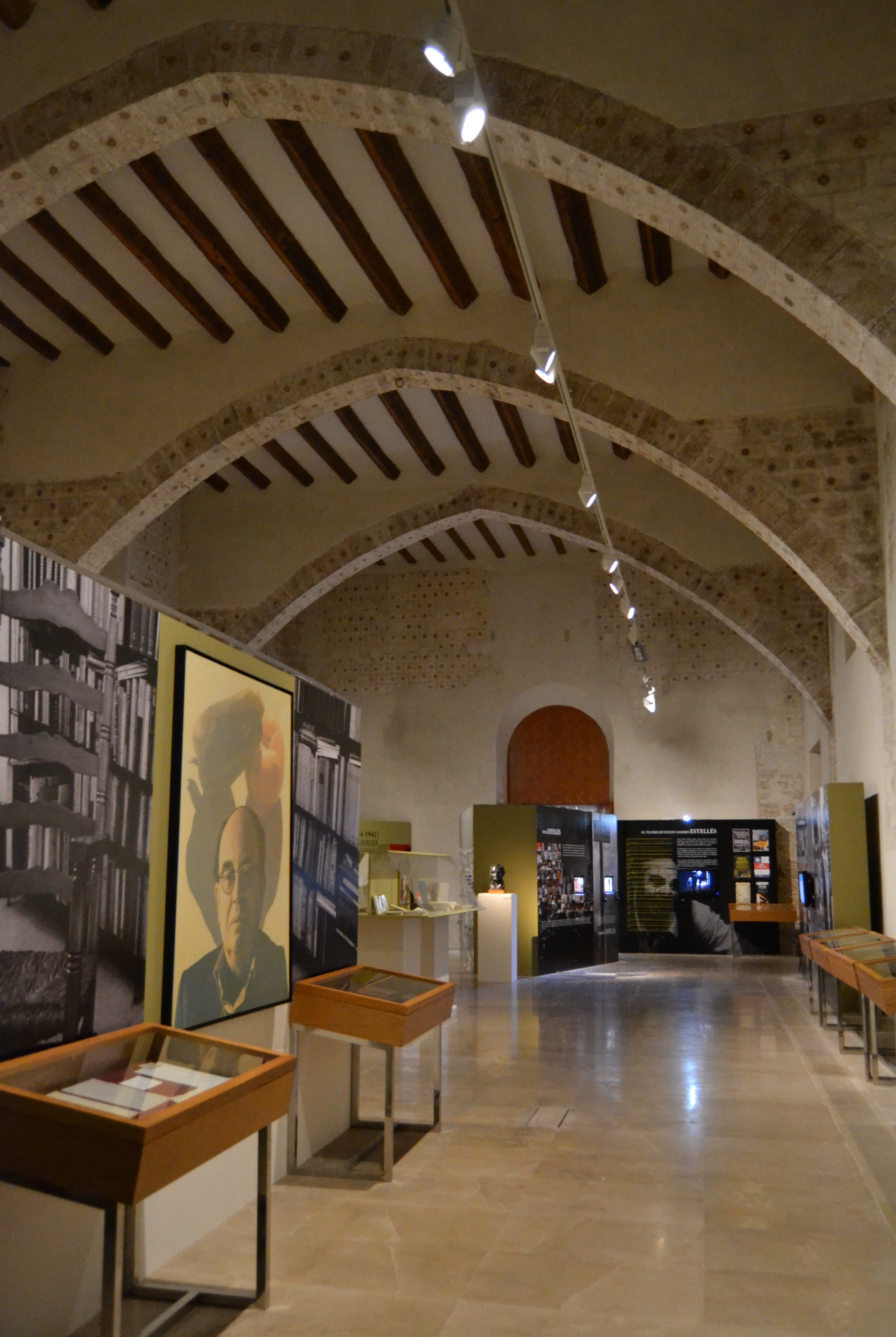
Exposició sobre Estellés al convent del Carme de la ciutat de València, en el marc de les activitats de l'Any Estellés (2013)

Els Premis Octubre convoquen un premi de poesia que du el seu nom, el Premi Vicent Andrés Estellés. Així mateix, nombrosos carrers i places arreu dels territori valencià i un Institut d'Educació Secundària de Burjassot, el seu poble natal, en porten el nom.
Entre 2010 i 2011, s'estrenà a València i a Barcelona una obra de teatre anomenada Poseu-me les ulleres, que també es pot considerar un espectacle biogràfic sobre l'obra i vida de Vicent Andrés Estellés. La representació tenia música en directe a càrrec de Miquel Gil i dansa interpretada per Isabel Anyó, neta del poeta. L'espectacle era de la companyia de Teatre Micalet i fou dirigit per Pep Tosar.
L'any 2013 fou declarat Any Estellés per l'Acadèmia Valenciana de la Llengua. Al llarg d'aquest any, es realitzaren diversos homenatges al poeta arreu del país i s'hi organitzaren exposicions, xerrades, recitals de poesia, entre altres activitats. Així mateix, la Universitat d'Alacant presentà el Projecte la veu del teu poble, per apropar la figura d'Estellés a les escoles. El projecte consisteix en tasques integrades per a tots els nivells, en què per mitjà d'algunes activitats fetes a classe, els alumnes tenen l'oportunitat de conèixer l'obra del poeta.
L'abril del 2015 es va instal·lar un mural en record d'Estellés durant la Trobada d’Escoles en Valencià de l’Horta Nord, amb els versos “Allò que val és la consciència de no ser res si no s’és poble”. El 2024 l’Ajuntament de Godella, format per Vox i el PP, el va eliminar. Malgrat el compromís per custodiar les plaques fins que es reubiqués el monument, el consitori va anunciar que l'havia esmicolat el març del 2025.

### Festa Estellés
La Festa Estellés (o Sopar Estellés) és una celebració que, des de la tardor de 2010, commemora a les terres de parla catalana (sobretot al País Valencià) el naixement del poeta Vicent Andrés Estellés. La iniciativa partí de l'escriptor alginetí Josep Lozano que, després de veure un documental sobre el Burns supper o Burns Nicht (festa on els escocesos recorden el seu poeta més venerat, Robert Burns), decidí promoure un sopar on els valencians pogueren homenatjar algun dels seus poetes més insignes.
Els orígens de la festa daten de 2008-2009. La primera edició és en 2010, amb tres municipis participants: Alginet, Benimodo i Manuel, tots tres de la Ribera. Aquell mateix 2010, i posteriorment, una vintena de localitats més se sumaren a la celebració. Des del 2014, se n'han celebrat edicions fora del País Valencià, en llocs com Bolívia o Brussel·les, i en 2016 se celebraren simultàniament les edicions de València, Barcelona i Palma. En 2013 es celebrà en 59 localitats, i en 2014, la xifra augmentà fins a 66. En la sisena edició (2015), s'arribà a la xifra de 72 celebracions.

### Fundació Estellés
El 2007 l'Ajuntament de Burjassot creà la Fundació Estellés per a protegir i promoure el llegat de l'artista. Per un requeriment d'Hisenda, l'Ajuntament donà de baixa la fundació sense avisar els patrons el maig de 2022.

## Musicalització
Estellés és un dels poetes més musicats en la llengua catalana, i és Ovidi Montllor qui més l'ha dit i cantat: seues són les adaptacions d'«El vi», «Prediccions i conformitats», «Els amants», «Una escala qualsevol», «El ball», «M'aclame a tu» i el «Coral romput» sencer.
Altres cantants, cantautors o grups que l'han musicat són Paco Muñoz, Celdoni Fonoll, Maria del Mar Bonet («Les illes»), Remigi Palmero («Plens de sol de bon matí»), Dropo («La veu d'un poble»), Vicent Torrent, Lluís Miquel, Els Pavesos, Lluís el Sifoner, Feliu Ventura, VerdCel, Miquel Gil, Andreu Valor, Joan Amèric, Obrint Pas, Pau Miquel Soler («L'amor o la guerra»), Esteve Ferre («El meu ofici és l'alegria»), Entre Soques i Rebrotins («Cançó de bressol»), Carles Barranco («Jorns de festeig»), Pau Alabajos, Bertomeu (el llibre-disc 7 d'Estellés) i Borja Penalba (per a l'espectacle Estellés: de mà en mà, amb Francesc Anyó), entre d'altres. El mestre Enrique Belenguer Estela musicà el poema «Cançó de bressol», component una cançó coral a quatre veus soles (tiples, alts, tenors i baixos).
El cantant estatunidenc Lou Reed, icona del rock underground i líder de The Velvet Underground, va recitar una traducció del poema d'Estellés Les nits que van fent la nit ("The nights that make the nights") durant un concert l'any 2007 a Nova York.
Amb motiu de la declaració de Vicent Andrés Estellés com a Escriptor de l'Any 2012, l'Acadèmia Valenciana de la Llengua edità un CD recopilatori titulat Demà serà una cançó. Antologia de poemes musicats de Vicent Andrés Estellés, un projecte coordinat per Josep Vicent Frechina que recull vint temes de diversos intèrprets, com ara Ovidi Montllor, Al Tall i Maria del Mar Bonet, Remigi Palmero, Lluís el Sifoner, Soul Atac, Miquel Gil, entre d'altres.

## Traduccions
Alemany
- Katalanische Lyrik. Mainz: Hase & Koehler, 1970. Trad. Johannes Hösle i Antoni Pous.
- Gedichte: Katalanisch und deutsch. Frankfurt: Domus Editoria Europaea, 1993. Trad. Hans-Ingo Radatz.

Anglès
- Illicit Homage to Lluís Milà, Enigma, Untitled. Green House, I; Winter, 1977: 61-67. Trad. David H. Rosenthal.
- Lady of Lastnight. Paris Review, 1977. Trad. W. Stafford i Jaume Pérez Montaner.
- I’d like to write, even now, a nice poem. Grilled flowers, Vol. 2, 1, 1977. Trad. W. Stafford i Jaume Pérez Montaner.
- Modern Catalan Poetry: An Anthology. New Rivers Press, Nova York, 1979: 123-141. Trad. David H. Rosenthal.
- Poemes. International Poetry Review, Greensboro, N.C. (EUA). Vol. VIII, núm. 1, 1982. Trad. David H. Rosenthal i Tommie Davidson.
- Four postwar catalan poets. Merrick (Nova York): Cross-Cultural Communications, 1987. Trad. David H. Rosenthal.
- Poemes. International Journal of Catalan Culture. Barcelona: Quaderns Crema. Vol. III, núm.1, 1989. Trad. Nathaniel Smith.
- Nights that make the night: selected poems of Vicent Andrés Estellés. Nova York: Persea Books, 1992. Trad. David H. Rosenthal.
- After the Classics. A translation into English of the selected verse of Vicent Andrés Estellés. Amsterdam/Filadèlfia: John Benjamins Publishing Company, 2013. Trad. Dominic Keown i Tom Owen.

Asturià
- Adréi [Antologia]. Oviedo: Ámbitu, 1990. Trad. Berta Piñán.

 Basc 
- Estellés Euskaraz. Antologia bilingüe. Trad. de Gerardo Markuleta. Selecció d'Héctor Arnau. Edició de Paco Inclán. Burjassot-Godella: Associació Cultural Bostezo, 2013.

Castellà
- Veinte poemas de Vicent Andrés Estellés. Trad. d'Eduardo Marco. Madrid: Colección Dulcinea, 1977. Edició bilingüe.
- Antología. Trad. i pròleg de Jaume Pérez Montaner i Vicent Salvador. Madrid: Visor, 1984.
- Cancionero del duque de Calabria. Selecció i traducció de Ramon Dachs. Barcelona: Plaza & Janés-Debolsillo, 2000.
- El primer libro de las églogas [El primer llibre de les èglogues]. Trad. d'Antonio Moreno. Paiporta: Denes, 2002. Edició bilingüe.
- Ciudad al oído [Ciutat a cau d'orella]. Trad. de Marc Granell. Paiporta: Denes, 2003. Edició bilingüe.
- Las postrimerías de Catulo. Exilio de Ovidio. Trad. de Carlos Manzano. Il·lustracions de Laia Arqueros. Barcdelona: Penguin, 2019.
- Vulgarmente feliz. Antología poética. Trad. d'Àngels Gregori i Mario Obrero. Madrid: Vaso Roto, 2024. Edició bilingüe.

Flamenc
- Een morgenland, een Avondland. 14 Vlaamse & 14 Catalaanse dichters (4 poetes catalans i 14 poetes flamencs. Terra de llevant, terra de ponent). Flemish: PEN-Centre, 1978.

Francés
- Livres des merveilles [Llibre de meravelles]. Beuvry: Maison de la Poésie Nord / Pas-de-Calais, 2004. Trad. Amador Calvo i Ramon.

Hongarès
- Ész és mámor [antologia]. Budapest: Íbisz, 1997. Trad. Balázs Déri.

Italià
- Poesia catalana di protesta. Bari: Laterza, 1968. Trad. Giuseppe Tafani.
- La giogia della strada. Poesia scelte. Alessandria: Edizioni dell'Orso, 2015. Trad. de Gianpiero Pelegi.

Japonès
- Catalunya Gendaishi 15 Nin shu [antologia]. Tòquio: Shichosha, 1991. Trad. Nao Sawada.

Neerlandès
- Een catalaans bericht [antologia]. Lier: De Bladen voor de Poezie, 1968. Trad. Bob de Nijs.
- Een morgenland, een avondland [antologia]. Brussel·les: Flemish Pen Centre, 1978. Trad. Bob de Nijs.
- Catalaanse zegswijze [antologia]. Brugge (Bèlgica): Kruispunt, 1990. Trad. Bob de Nijs.
- De koele hoeken en kanten van de schaduw [antologia]. Meerbeke-Ninove (Bèlgica): Point, 1990. Trad. Bob de Nijs.

Portuguès
- Antologia de poesia catalana contemporánea. São Paulo: Monfort, 1969. Trad. Stella Leonardos.

Turc
- Cagdas katalan siir irmagi [antologia]. Istambul: Era Yayincilik, 1995. Trad. Ozan Ozhan.